# هوبير روبرت
هوبير روبرت (بالفرنسية: Hubert Robert )‏ (و. 1733 – 1808 م) هو أمين متحف، ورسام فرنسي، ولد في باريس، وكان عضوًا في الأكاديمية الملكية للرسم والنحت (منذ 1766)، توفي في باريس، عن عمر يناهز 75 عاماً.

## التعليم
تعلم في College of Navarre ‏ (1745–1751).

## روابط خارجية
- هوبير روبرت على موقع الموسوعة البريطانية (الإنجليزية)
- هوبير روبرت على موقع ديسكوغز (الإنجليزية)